# La Roche-de-Rame
La Roche-de-Rame är en kommun i departementet Hautes-Alpes i regionen Provence-Alpes-Côte d'Azur i sydöstra Frankrike. Kommunen ligger  i kantonen L'Argentière-la-Bessée som ligger i arrondissementet Briançon. År 2022 hade La Roche-de-Rame 896 invånare.

## Befolkningsutveckling
Antalet invånare i kommunen La Roche-de-Rame
Referens:INSEE